# ForecastPro
Forecast Pro (от англ. forecast — прогноз) — программное обеспечение для расчёта прогнозов, ориентированное на бизнес-применение, разработки американской компании Business Forecast Systems.
Разработка ведётся с 1986 года. В виде вычислительного ядра (ForecastPro SDK) входит в состав некоторых ERP-систем, в том числе модуль расширенного планирования и оптимизации SAP ERP.
В зависимости от доступных функциональных возможностей выпускается в нескольких редакциях, от базовой, до поддерживающей совместную работу в группах. Заявляется о 25 тыс. пользователей программы.
Основная особенность — работа с показателями, организованными в многоуровневые иерархические справочники. Другая специфическая возможность — автоматический подбор модели (expert selection) на основе набора критериев, автоматический подбор прогнозной модели производится из достаточно широкого набора, включающего от простых моделей экспоненциального сглаживания и классических кривых тренда (линейный, квадратичный, экспоненциальный, роста) до моделей экспоненциального сглаживания Хольта, сезонных моделей экспоненциального сглаживания Винтерса, аддитивных и мультипликативных авторегрессионных моделей Бокса — Дженкинса, модели Census X11 и других. При этом, как и большинство инструментов для прогнозирования для делового применения, не имеет возможности проводить многофакторное моделирование, то есть включать в модель множество внешних факторов для построения многомерной регрессии.
Основные конкуренты — инструменты ForecastX, Forecast Expert, Logility, SAP APO.